# Мића Николић
Милорад Мића Николић (Шабац, 21. април 1958 — Београд, 4. април 2018) био је српски композитор, инструменталиста, аранжер и певач.

## Биографија

### Стваралаштво
Рођен је 21. априла 1958. године у Шапцу. Био је први солиста оргуљаш у Европи. Аутор је многих песама и хитова народне музике, а међу најпознатијима су “Лепотица града” (Шабан Шаулић), “Како ми недостајеш” (Харис Џиновић), “Ти, она и ја” (Снежана Ђуришић), “Срећо моја, моје злато” (Вида Павловић). Његов оркестар је свирао и пратио Шабана Шаулића дуго година. Такође је написао неколико песама за победницу Евровизије Марију Шерифовић. Био је власник продукцијске куће Мега саунд.
Боловао је од карцинома плућа и био тежак срчани болесник. Преминуо је 4. априла 2018. године у Београду.

### Приватни живот
Иза себе је оставио сина Сашу, такође композитора, ћерку Ивану и супругу Љиљану. Био је три године у браку са српском певачицом Верицом Шерифовић.